# Listrocerum joveri
Listrocerum joveri är en skalbaggsart som först beskrevs av Reé Michel Quentin 1951.  Listrocerum joveri ingår i släktet Listrocerum och familjen långhorningar. Inga underarter finns listade i Catalogue of Life.